# Калори, Алессандро
Алессандро Калори (итал. Alessandro Calori; род. 29 августа 1966, Ареццо, Италия) — итальянский футболист, выступавший на позиции защитника. Тренер.

## Карьера
Будучи выпускником молодёжной системы «Ареццо», Калори дебютировал в 1985 году в команде Серии C «Монтеварчи» и провёл там четыре сезона. После двух сезонов с «Пизой» в 1991 году Калори присоединился к «Удинезе», где он провёл восемь сезонов, и все в качестве игрока стартового состава, получив репутацию сильного и физически сильного центрального защитника, с навыками лидерства. Позже он был назначен капитаном клуба. В 1999 году Калори, которому тогда было 33 года, подписал контракт с «Перуджей» и засветился на передовицах газет, забив победный гол в матче с «Ювентусом» (1:0) на последней неделе чемпионата, который стоил «Ювентусу» золотой медали чемпионата, и «Лацио» выиграл лигу. Завершил карьеру в 2004 году после игры за «Брешиа» и «Венецию».